# Sławomir Idziak

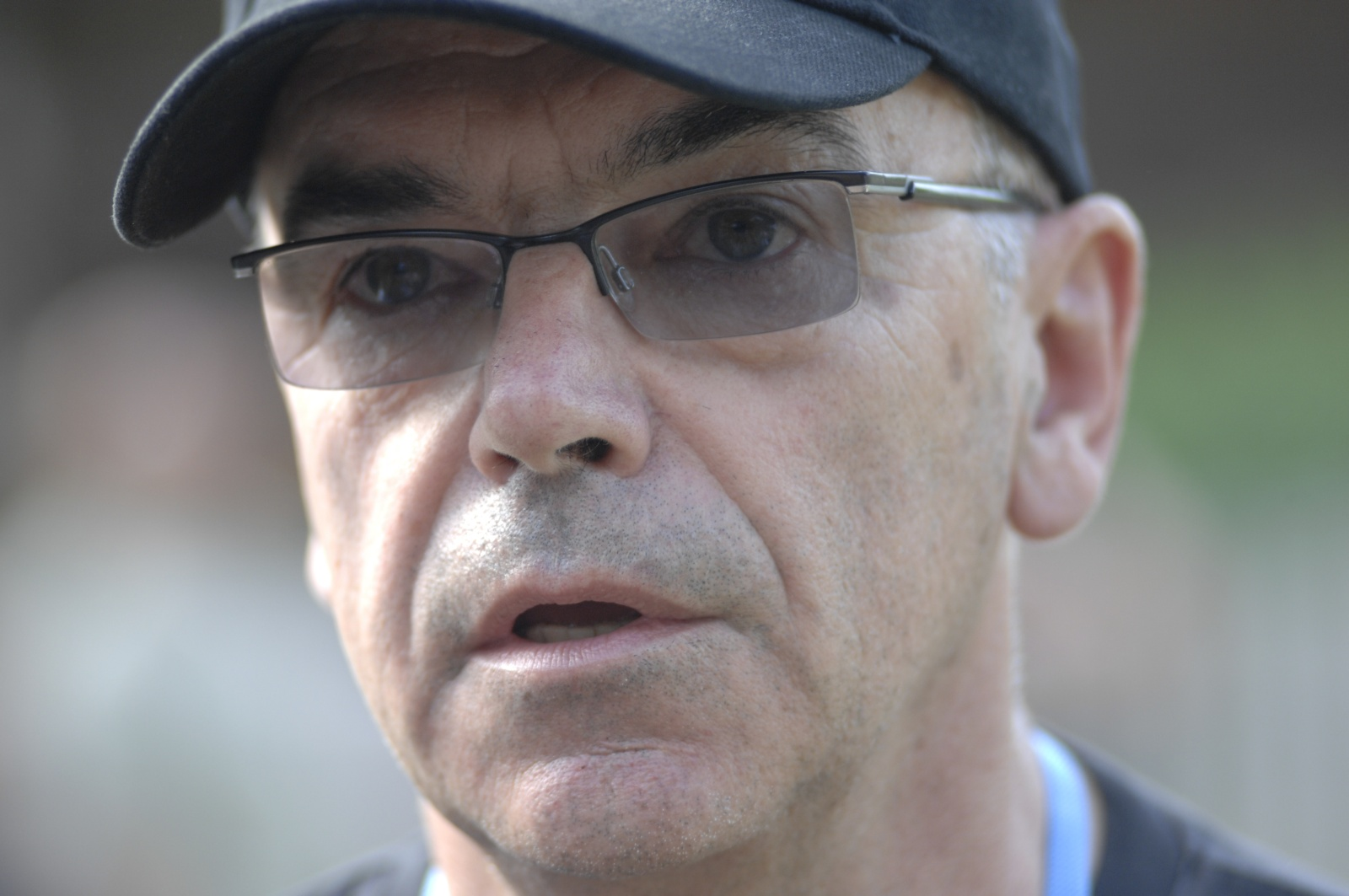
Sławomir Idziak

Sławomir Andrzej Idziak (* 25. Januar 1945 in Kattowitz) ist ein polnischer Kameramann.

## Leben
Idziak studierte in den 1960er Jahren Kameraregie an der Filmhochschule Łódź. In den 1970er Jahren arbeitete er mit Krzysztof Kieślowski zusammen und erlangte schnell internationale Anerkennung. Für Drei Farben: Blau gewann er 1993 den Kamerapreis bei den Filmfestspielen in Venedig. Für seine Arbeit an Black Hawk Down wurde er für einen Oscar nominiert.

## Filmografie (Auswahl)
- 1976: Die Narbe (Blizna): Regie: Krzysztof Kieślowski
- 1980: Der Dirigent (Dyrygent): Regie: Andrzej Wajda (mit John Gielgud, Krystyna Janda und Andrzej Seweryn)
- 1981: Aus einem fernen Land (Z dalekiego kraju): Regie: Krzysztof Zanussi (mit Sam Neill)
- 1982: Die Versuchung: Regie: Krzysztof Zanussi (mit Maja Komorowska und Helmut Griem)
- 1984: Der Fall Bachmeier – Keine Zeit für Tränen: Regie: Hark Bohm (mit Uwe Bohm und Marie Colbin)
- 1984: Ein Jahr der ruhenden Sonne (Rok spokojnego słońca): Regie: Krzysztof Zanussi (mit Maja Komorowska und Scott Wilson)
- 1984: Jagger und Spaghetti: Regie: Karsten Wichniarz (mit Peter Buchholz und Stephan Schwartz)
- 1985: Paradigma (Paradygmat): Regie: Krzysztof Zanussi (mit Benjamin Völz, Vittorio Gassman und Marie-Christine Barrault)
- 1988: Ein kurzer Film über das Töten (Krótki film o zabijaniu): Regie: Krzysztof Kieślowski (mit Mirosław Baka)
- 1988: Yasemin: Regie: Hark Bohm (mit Ayşe Romey und Uwe Bohm)
- 1991: Die zwei Leben der Veronika (La Double vie de Véronique): Regie: Krzysztof Kieślowski (mit Irène Jacob)
- 1993: Drei Farben: Blau (Trois couleurs: Bleu): Regie: Krzysztof Kieślowski (mit Juliette Binoche)
- 1993: Weltmeister: Regie: Zoran Solomun (mit Alexander Meier und Grit Hornig)
- 1995: Tränen aus Stein (Tár úr steini), Kamera mit Sigurður Sverrir Pálsson. Regie: Hilmar Oddsson (mit Þröstur Leó Gunnarsson, Ruth Ólafsdóttir, Heinz Bennent)
- 1995: Weg der Träume (The Journey of August King)
- 1996: Männerpension: Regie: Detlev Buck (mit Til Schweiger, Marie Bäumer und Heike Makatsch)
- 1997: Gattaca: Regie: Andrew Niccol (mit Ethan Hawke, Uma Thurman und Jude Law)
- 1997: Hombres armados – Men With Guns (Men with Guns): Regie: John Sayles
- 1998: I Want You: Regie: Michael Winterbottom (mit Rachel Weisz)
- 2000: LiebesLuder: Regie: Detlev Buck (mit Mavie Hörbiger, Simon Schwarz und Anke Engelke)
- 2000: Proof of Life: Regie: Taylor Hackford (mit Meg Ryan und Russell Crowe)
- 2001: Black Hawk Down: Regie: Ridley Scott (mit Josh Hartnett und Ewan McGregor)
- 2004: King Arthur: Regie: Antoine Fuqua (mit Clive Owen)
- 2007: Harry Potter und der Orden des Phönix: Regie: David Yates
- 2012: Die Vermessung der Welt: Regie: Detlev Buck
- 2015: Eine Geschichte von Liebe und Finsternis (יפור על אהבה וחושך /Sipur al ahava ve choshech): Regie: Natalie Portman

## Auszeichnungen und Nominierungen (Auswahl)
- 1993: Kamerapreis bei den Filmfestspielen in Venedig für Drei Farben: Blau
- 2002: Nominierung in der Kategorie Beste Kamera bei den Oscars für Black Hawk Down
- 2004: Marburger Kamerapreis
- 2015: Deutscher Kamerapreis für sein Lebenswerk